# Galabets
Galabets (Bulgaars: Гълъбец, Turks: Tatarköy) is een dorp in de Bulgaarse gemeente Pomorie, oblast Boergas. Galabets ligt hemelsbreed 30 km ten noordoosten van de provinciehoofdstad Boergas en 343 km ten oosten van Sofia.

## Bevolking
Op 31 december 2020 werden er 1.124 inwoners in het dorp Galabets geregistreerd door het Nationaal Statistisch Instituut van Bulgarije. Het aantal inwoners is sinds 1965 min of meer stabiel gebleven.
In het dorp wonen etnische Bulgaren en etnische Turken. In 2011 identificeerden 432 van de 864 ondervraagden zichzelf als etnische Bulgaren - 50%, terwijl 398 ondervraagden - 46,1% - zichzelf etnische Turken noemden. 
| Etnische samenstelling van de respondenten (2011) | Etnische samenstelling van de respondenten (2011) | Etnische samenstelling van de respondenten (2011) | Etnische samenstelling van de respondenten (2011) | Etnische samenstelling van de respondenten (2011) |
| ------------------------------------------------- | ------------------------------------------------- | ------------------------------------------------- | ------------------------------------------------- | ------------------------------------------------- |
|                                                   |                                                   |                                                   |                                                   |                                                   |
| Bulgaren                                          | Bulgaren                                          |                                                   | 50,0%                                             | 50,0%                                             |
| Turken                                            | Turken                                            |                                                   | 46,1%                                             | 46,1%                                             |
| Roma                                              | Roma                                              |                                                   | 0,0%                                              | 0,0%                                              |
| Anders/Onbekend                                   | Anders/Onbekend                                   |                                                   | 3,9%                                              | 3,9%                                              |